# منقارماهی‌های ناوی
منقارماهی‌های ناوی (نام علمی: Scomberesocidae) نام یک تیره از راسته منقارماهی‌سانان است.